# Йоміхон
Йоміхон (яп. 読本, Книга для читання вголос) — жанр японської середньовічної прози періоду Едо. Розвинувся під впливом китайського класичного роману «Річкове прибережжя». На відміну від інших японських книг того періоду, вони мали небагато ілюстрацій, і акцент було зроблено на змісті.

## Характеристика
Це була переважно література для представників заможних верств населення, добре освічених, знайомих із класикою. Тривалий час йоміхон інтелектуальні верстви розглядали як єдиний шляхетний романтичний жанр літератури. Твори йоміхон часто містили елементи сюжетів, взятих з китайської та японської історичної літератури або хронік. Мали моралізаторське спрямування. Характерною особливістю йоміхон є романтичний і фантастичний розвиток подій навколо історичних осіб.
Писалися класичною японською мовою, друкувалися великими книгами (о-хон) розміром 148×210 мм (десь відповідає формату А5). Найвідомішими представниками цього жанру були Уеда Акінарі, Кьокутей Бакін, Санто Кйоден.